# I Was a Shoplifter
I Was a Shoplifter ist ein US-amerikanischer Kriminalfilm aus dem Jahr 1950 von Charles Lamont, der zum Subgenre des Film noir gezählt wird. Produziert wurde der Film von Universal-International Pictures.

## Handlung
In einem kalifornischen Kaufhaus werden Hausdetektive auf die kleptomanisch veranlagte Faye Burton aufmerksam. Jeff Andrews, ein Kunde, warnt Faye, dass sie unter Beobachtung stehe. Dennoch macht Faye weiter und wird, zusammen mit Jeff, von den Detektiven festgenommen. Faye, Tochter eines Richters, unterschreibt ein Geständnis und schwört, nie wieder zu stehlen. Dann wird sie mit der Warnung vor einer Gefängnisstrafe freigelassen.
Jeff hingegen ist ein verdeckter Ermittler, der gegen eine Diebesbande, die sich auf Ladendiebstahl spezialisiert hat, vorgeht. Sheriff Bascom erklärt ihm, dass die Bande nur Amateure aufnimmt, die, sobald sie festgenommen wurden, fallengelassen werden. Er glaubt, dass es einen Komplizen unter den Angestellten gibt, der die Bande mit Tipps versorgt. Jeff will Faye observieren, für den Fall, dass die Bande sie kontaktiert.
Faye arbeitet in einer Bibliothek. Dort wird sie von Ina Perdue aufgesucht, die ihr das Angebot macht, ihr Geständnis verschwinden zu lassen, wenn sie sich dafür mit ihr im Nachtclub Casa Del Mar trifft. Als Faye abends ihr Haus verlässt, um ihre Verabredung mit Ina einzuhalten, trifft sie vor dem Haus auf Jeff. Verängstigt willigt sie ein, dass er sie zum Nachtclub begleitet. Dort wird ihr von Ina und ihrem Kompagnon Barkie Neff eine Fotokopie ihres Geständnisses gezeigt. Auch Jeff wird zu Ina gebracht, der ihr erklärt, dass er gerne für sie arbeiten würde. Ina ist beeindruckt von Jeffs Vorstrafenregister, während Faye in Techniken des Ladendiebstahls unterliegen wird.
Ina arbeitet in einer Pfandleihe, hier werden die Ladendiebe ausgezahlt. Faye wird nach San Diego geschickt, um dort in einem speziell ausgesuchten Geschäft Waren zu stehlen, die auf einer Liste aufgeführt sind. Faye ist verstört, so dass Jeff ihr anbietet, für sie auf Diebestour zu gehen. Sie treffen sich in San Diego und suchen das Geschäft auf. Pepe, einer von Inas Handlangern, der Faye beaufsichtigen soll, versucht diese zu vergewaltigen. Faye entkommt ihm und stürzt sich in Selbstmordabsicht ins Meer. Jeff kann, von Pepe beobachtet, Faye retten.
Am nächsten Morgen klärt Jeff Faye über sich und sein Ziel auf. Sie willigt ein, ihm zu helfen. Mittlerweile hat jedoch Ina von Jeffs Rettungsaktion erfahren und ist misstrauisch geworden. Als Faye mit dem Diebesgut erscheint, wird sie als Geisel genommen. Jeff wartet draußen mit Polizeibeamten darauf, dass Faye herauskommt, um dann die Bande mit dem Diebesgut verhaften zu können. Nach einiger Zeit wird Jeff klar, dass Faye Inas Geisel ist. Als die Bande das Geschäft verlässt, nimmt er die Verfolgung auf. An der Grenze zu Mexiko erklärt ihm Bascom, dass eine Festnahme noch zu früh sei, da er auch die Hintermänner hochgehen will.
In Mexiko soll die gestohlene Ware versteigert werden. Während der Auktion wird Jeff von Pepe erkannt. Es entbrennt ein Kampf, der von einer Polizeirazzia beendet wird. Ina, Pepe und der Rest der Bande werden verhaftet. Bascom verspricht ihnen Haftverkürzung, wenn sie die Hintermänner verraten würden, erntet aber nur Schweigen.
Der Sicherheitsmitarbeiter Herb Klaxon erweist sich als der Tippgeber der Bande. Klaxon hatte Ina beim Diebstahl erwischt und sich in sie verliebt. Aus diesem Grund arbeitete er mit der Bande zusammen. Jeff seinerseits hat sich in Faye verliebt und überreicht ihr einen Diamantring.

## Entstehung und Veröffentlichung
Gedreht wurde der Film von Ende Oktober bis Ende November 1949 in den Universal-Studios in Universal City. Robert Clatworthy und Bernard Herzbrun waren die Art Directors, Russell A. Gausman und Ruby R. Levitt die Szenenbildner, Rosemary Odell die Kostümbildnerin. Für den Ton waren Leslie I. Carey und Robert Pritchard verantwortlich, für das Make-up Bud Westmore und Jack Keran. In kleinen nicht im Abspann erwähnten Nebenrollen traten James Best, Nana Bryant, Peggie Castle, Steve Darrell, Bess Flowers, Harold Goodwin, Donna Martell, Eddie Parker und Ann Robinson auf.
Die Premiere des Films fand am 27. April 1950 in New York statt. Laut einem Artikel in der The New York Times vom 30. April 1950 wurde der Film in Atlanta (Georgia) aus dem Programm genommen. Christine Smith von der Zensurbehörde Production Code Administration (PCA) beanstandete, dass der Film ein Lehrkurs für Ladendiebe sei. Schon in einem Brief vom 25. Oktober 1949 an den PCA-Direktor Joseph Green führte William Gordon aus, es gebe erhebliche Sorge über die Details des Ladendiebstahls. Der Code verbiete das detaillierte Zeigen von Straftaten, die leicht nachgemacht werden könnten.
In der Bundesrepublik Deutschland wurde er am 28. Juni 1986 in der Originalfassung mit deutschen Untertiteln im deutschen Fernsehen ausgestrahlt. Er wurde auch unter dem Titel Ich war eine Ladendiebin gezeigt.

## Kritiken
„Leidlich unterhaltsamer, nur zu Anfang interessanter Kriminalfilm nach authentischen Fakten, der bald zu oberflächlich wird und einem handelsüblichen Happy-End zueilt.“